# ادموند برکلی

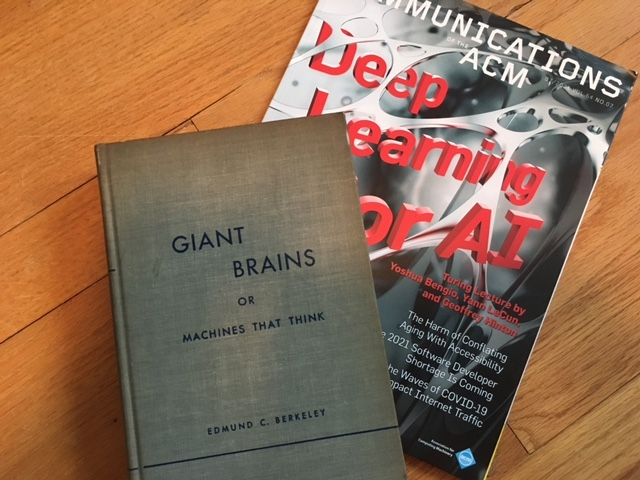
دو میراث ادموند سی. برکلی: کتاب او در سال ۱۹۴۹ مغزهای غول پیکر، یا ماشین‌هایی که فکر می‌کنند ، و انتشار ۲۰۲۱ ارتباطات انجمن ماشین‌های حسابگر ، انتشارات شاخص انجمن محاسباتی که او در سال ۱۹۴۷ تأسیس کرد.

ادموند کالیس برکلی (به انگلیسی: Edmund Berkeley)؛ (۲۲ فوریه ۱۹۰۹ – ۷ مارس ۱۹۸۸) دانشمند رایانه آمریکایی بود که در سال ۱۹۴۷ انجمن ماشین‌های محاسباتی (ACM) را تأسیس کرد. کتاب او در سال ۱۹۴۹ مغزهای غول‌پیکر یا ماشین‌هایی که فکر می‌کنند تصاویر شناختی رایانه‌های اولیه را رایج کرد. او همچنین یک فعال اجتماعی بود که برای دستیابی به شرایطی فعالیت می‌کرد که ممکن بود خطر جنگ هسته‌ای را به حداقل برساند.

## زندگی
برکلی در مدرسه سنت برنارد و آکادمی فیلیپس اکسیتر تحصیل کرد. او در سال ۱۹۳۰ مدرک کارشناسی ریاضیات و منطق را از هاروارد دریافت کرد. او از سال ۱۹۳۴ تا ۱۹۴۸ به عنوان یک بیم‌سنج بیمه در پرودنشال فایننشل، به جز خدمت در نیروی دریایی ایالات متحده در طول جنگ جهانی دوم، حرفه خود را دنبال کرد. 
برکلی ماشین‌حساب جورج استی‌بیتز را در آزمایشگاه‌های بل در سال ۱۹۳۹ و هاروارد مارک اول را در سال ۱۹۴۲ دید. در نوامبر ۱۹۴۶ او پیش‌نویس مشخصاتی را برای "ماشین‌گرهای کنترل‌شده توالی برای محتاط" تهیه کرد که منجر به امضای قراردادی با شرکت کامپیوتری اکرت-ماچلی در سال ۱۹۴۷ برای یکی از اولین کامپیوترهای جهانی (UNIVAC) شد. 
او در سال ۱۹۴۹ با انتشار کتاب مغزهای غول‌پیکر یا ماشین‌هایی که فکر می‌کنند، مشهور شد که در آن اصول ماشین‌های محاسباتی که در آن زمان «مغزهای مکانیکی»، «ماشین‌حساب‌های کنترل‌شده با توالی» یا اصطلاحات مختلف دیگر نامیده می‌شدند را شرح داد. یک بررسی فنی اما در دسترس از برجسته‌ترین نمونه‌های آن زمان، از جمله ماشین‌های MIT، هاروارد، مدرسه مور، آزمایشگاه‌های بل و جاهای دیگر را ارائه داد.
در کتاب مغزهای غول پیکر، برکلی همچنین دستگاهی را معرفی کرد که برخی آن را اولین رایانه شخصی، سایمون، توصیف کردند. طرح‌هایی درباره نحوه ساخت این کامپیوتر در سال‌های ۱۹۵۰ و ۱۹۵۱ در مجله ردیو الکترونیک منتشر شد. سایمون از منطق رله استفاده کرد و هزینه ساخت آن حدود ۶۰۰ دلار بود. اولین مدل آندر دانشگاه کلمبیا با کمک دو دانشجوی فارغ التحصیل ساخته شد.
برکلی اولین مجله رایانه‌ای «کامپیوترز اند اوتومیشن» را تأسیس، منتشر و ویرایش کرد. او گاهی با نام مستعار «نیل دی. مک دونالد» برای این مجله می‌نوشت. او در یک «تحقیق خطرات» در شرکت پرودنشال فایننشل با هدف تعیین بزرگترین خطرات پیش روی دنیای مدرن شرکت داشت. برکلی به این نتیجه رسید که جنگ هسته‌ای بزرگترین تهدید وجودی برای بشریت است.
پس از جنگ جهانی دوم، برکلی به یک فعال صلح مادام العمر تبدیل شد و علیه گسترش سلاح‌های هسته‌ای مبارزه کرد. در سال ۱۹۵۸ برکلی به کمیته سیاست هسته‌ای (SANE) پیوست و در بخش بوستون فعال بود.

## هنر رایانه
در صفحه عنوان مجله "کامپیوترز اند اوتومیشن"، ژانویه ۱۹۶۳، ادموند برکلی تصویری از افرایم ارازی را در سال ۱۹۶۲ به عنوان هنر رایانه‌ای منتشر کرد. این تصویر الهام بخش او شد تا اولین مسابقه هنر رایانه‌ای را در سال ۱۹۶۳ آغاز کند. مسابقه سالانه یک نقطه کلیدی در توسعه هنر رایانه‌ای تا سال ۱۹۷۳ بود. به این ترتیب ادموند برکلی پیشگام در زمینه هنر رایانه‌ای شد.